# ENRS
ENRS (fr. Entreprise nationale de Radiodiffusion sonore) – algierski publiczny nadawca radiowy, istniejący od 1986. Korzenie publicznej radiofonii w Algierii sięgają roku 1962, jednak przez pierwsze 24 lata radio i telewizja stanowiły jedną firmę. ENRS nadaje trzy ogólnokrajowe kanały radiowe: Radio Culture, Radio El Bahdja i Radio Mitidja. Jest członkiem Europejskiej Unii Nadawców.